# Comité Paralímpico de Chile
El Comité Paralímpico de Chile (Copachi) es la organización deportiva autónoma y sin fines de lucro que ejerce como Comité Paralímpico Nacional en dicho país. Fundado el 20 de agosto de 2013, está afiliado al Comité Paralímpico Internacional (IPC) y al Comité Paralímpico de las Américas (APC). Su sede se encuentra en Antonio Varas 2248, Ñuñoa, Chile, y su actual presidente es Sebastián Villavicencio Villagra.
Su misión es promover el desarrollo del deporte paralímpico en Chile, entregando las mejores oportunidades y condiciones de preparación a nuestros deportistas para que representen a su país en el ámbito del alto rendimiento. Ser un colaborador en el desarrollo de oportunidades para la práctica del deporte y la actividad física de las personas en situación de discapacidad promoviendo sus derechos, la formulación de políticas públicas y la implementación de planes y programas que mejoren la calidad de vida e inclusión social del colectivo.
El 19 de agosto de 2021 el Comité Paralímpico de Chile confirmó que, por primera vez en la historia, se emitirá los Juegos Paralímpicos de Tokio 2020 por las pantallas de TVN; además, será la primera vez que irá por señal abierta en otros países de América, como Brasil, Canadá y Estados Unidos.

## Historia
Tuvo como antecedentes la Federación de Deportistas Lisiados de Chile (Fedilichi) —creada en 1985 para organizar la participación chilena en los Juegos Parapanamericanos— y la Federación Paralímpica de Chile (Feparachile) —fundada en 1992, obtuvo la representación de Chile ante el Comité Paralímpico Internacional (IPC), fue reconocida oficialmente por el Comité Olímpico de Chile (COCh) en 1995 y obtuvo su personalidad jurídica el 21 de diciembre de 2000—.
Problemas económicos —una deuda de CLP 5 599 480— llevaron a la Feparachile a su desafiliación del COCh en abril de 2012. El 27 de marzo de 2013, el COCh constituyó la Comisión ad hoc paralímpica, integrada por Ricardo Elizalde Bravo, Alberto Vargas Peyreblanque, Rafael Rossi Serrano y Patricio Delgado Gallardo, que derivó en la fundación del Comité Paralímpico de Chile el 20 de agosto de 2013.
Con la promulgación de la ley 20978 de 2016, que reconoció el deporte paralímpico y adaptado con los mismos derechos que el deporte convencional, el 11 de diciembre de 2017 se modificaron sus estatutos y adquirió la estructura actual con sus federaciones afiliadas tanto paralímpicas por deporte y por discapacidad, además de las federaciones convencionales con rama paralímpica de acuerdo a la estructura internacional de gobernanza de los deportes paralímpicos.

## Financiamiento
El Estado de Chile, a través del Ministerio del Deporte, es el que entrega el principal apoyo económico al Comité Paralímpico de Chile para el fomento y desarrollo de los deportes paralímpicos y adaptados. Además, la empresa privada auspicia actividades del Comité Paralímpico de Chile.

## Deportes
El Comité Paralímpico de Chile desarrolla 18 deportes paralímpicos o adaptados en conjunto con sus federaciones:
1. Atletismo
2. Natación
3. Levantamiento de potencia
4. Tenis de mesa
5. Bádminton
6. Piragüismo
7. Tenis en silla de ruedas
8. Básquetbol en silla de ruedas
9. Rugby en silla de ruedas
10. Bochas
11. Fútbol 5
12. Golbol
13. Esquí alpino
14. Tiro con arco
15. Taekwondo
16. Fútbol 7
17. Surf
18. Balonmano en silla de ruedas

## Tenistas en silla de ruedas chilenos
| - Maria-Antonieta Ortiz - Francisca Mardones - Macarena Cabrillana - Isabel-Margarita Aguirre - Camila Campos (girls) - María Paz Diaz Obregón - Francisca Cornejo (girls) | - Robinson Méndez - Diego Pérez - Francisco Cayulef - Cristián Aranda - Wladimir Rodas - Jaime Sepulveda - Marcelo Verdejo - Miguel Coronado (boys) - Rodrigo Acevedo - Cristián Baeza - Pablo González - Luis Flores - Claudio Toledo - Víctor Riquelme (EX-Jockey) - Luis Felipe Reyes (boys y doblista en el circuito masculino) - Pablo Araya (mixto) - José Luis Ruiz (mixto) - Brayan Tapia (solo compite en el circuito boys) - Alexander Cataldo (solo compite en el circuito boys) |

## Medallistas paralímpicos
En total, los deportistas paralímpicos chilenos han conseguido siete medallas: tres de oro, tres de plata y una de bronce.
| Nombre                | Deporte                | Competición               | Edición                             |
| --------------------- | ---------------------- | ------------------------- | ----------------------------------- |
| Oro                   |                        |                           |                                     |
| Cristian Valenzuela   | Atletismo adaptado     | 5000 metros T11 M         | Juegos Paralímpicos de Londres 2012 |
| Alberto Abarza        | Natación adaptada      | 100 metros espalda S2 M   | Juegos Paralímpicos de Tokio 2020   |
| Francisca Mardones    | Atletismo adaptado     | Lanzamiento de bala F54 F | Juegos Paralímpicos de Tokio 2020   |
| Plata                 |                        |                           |                                     |
| Alberto Abarza        | Natación adaptada      | 200 metros libres S2 M    | Juegos Paralímpicos de Tokio 2020   |
| Mariana Zúñiga        | Tiro con arco adaptado | Compuesto F               | Juegos Paralímpicos de Tokio 2020   |
| Alberto Abarza        | Natación adaptada      | 50 metros espalda S2 M    | Juegos Paralímpicos de Tokio 2020   |
| Bronce                |                        |                           |                                     |
| Katherinne Wollermann | Piragüismo adaptado    | 200 metros kayak KL1 F    | Juegos Paralímpicos de Tokio 2020   |